# Colm Feore
Colm Feore (/ˈkɑləm ˈfjɔɹ/), né le 22 août 1958 à Boston, (Massachusetts, États-Unis), est un acteur canado-américain.

## Biographie

### Premiers pas
Colm Feore a grandi à Windsor, en Ontario, dans une famille d'héritage irlandais et italien. Après avoir fini ses études au Ridley College de Saint Catharines, en Ontario, il a étudié à l'École nationale de théâtre du Canada, à Montréal. Il parle couramment français. Il habite avec sa femme, la chorégraphe Donna Feore, et leurs trois enfants à Stratford, en Ontario.
Feore a gagné ses galons d'acteurs comme membre de la troupe du Festival de Stratford du Canada, le plus grand répertoire classique de l'Amérique du Nord. Il a passé quatorze saisons à Stratford, commençant par des petits rôles jusqu'à incarner des personnages principaux, parmi lesquels Roméo, Hamlet, Richard III, Cyrano et César.

### Carrière
Ses plus grands rôles au Canada sont celui du Premier ministre Pierre Elliott Trudeau dans la mini-série Trudeau acclamée par la critique, un rôle qui lui a valu le Prix Gemini de la meilleure interprétation d'un premier rôle masculin dans la catégorie Dramatique. Plus récemment[Quand ?], il a joué le rôle d'un cadre de marketing affolé dans la deuxième saison de la populaire série canadienne Slings and Arrows, rôle qu'il a suivi pendant plusieurs épisodes. Du côté francophone, il a incarné le policier Martin Ward dans la comédie Bon Cop, Bad Cop d'Érik Canuel, aux côtés de Patrick Huard. Il est l'un des nouveaux personnages de la septième saison de la série 24 heures chrono, dans laquelle il incarne Henry Taylor, le mari de la présidente des États-Unis. 
Puis en 2017, Colm retrouve Patrick Huard et reprend son rôle du policier ontarien Martin Ward pour le film Bon Cop, Bad Cop 2.

## Filmographie

### Cinéma
- 1987 : A Nest of Singing Birds : Michael Jimson
- 1988 : L'Aigle de fer 2 (Iron Eagle II) : Yuri
- 1990 : Bethune: The Making of a Hero : Chester Rice
- 1990 : Beautiful Dreamers : Dr. Maurice Bucke
- 1993 : Thirty Two Short Films About Glenn Gould : Glenn Gould
- 1996 : The Boor : Gruzdev
- 1997 : Dans l'ombre de Manhattan (Night Falls on Manhattan) : Harrison
- 1997 : Volte/face (Face/Off) de John Woo : Dr. Malcolm Walsh
- 1997 : Péril en mer (Hostile Waters) : Pshenishny
- 1997 : The Wrong Guy : The Killer
- 1997 : Critical Care : Richard Wilson
- 1998 : La Cité des anges (City of Angels) : Jordan Ferris
- 1998 : Airborne : Ron Simpson
- 1998 : The Lesser Evil : Derek
- 1998 : Le Violon rouge : Auctioneer (Montréal)
- 1999 : Photos interdites (Striking Poses) : Linus
- 1999 : Révélations (The Insider) de Michael Mann : Richard Scruggs
- 1999 : Titus : Marcus Andronicus
- 2000 : The Perfect Son : Ryan Taylor
- 2001 : Mise à feu (Ignition) : Gen. Joel MacAteer
- 2001 : The Caveman's Valentine : David Leppenraub
- 2001 : Pearl Harbor de Michael Bay : Adm. Husband E. Kimmel
- 2001 : Lola : Mike
- 2001 : Century Hotel : Sebastian
- 2002 : La Somme de toutes les peurs (The Sum of All Fears) : Olson
- 2002 : The Baroness and the Pig : The Baron
- 2002 : Chicago de Rob Marshall : Harrison
- 2003 : National Security : Detective Frank McDuff
- 2003 : Paycheck de John Woo : John Wolfe
- 2004 : Highwaymen : La Poursuite infernale (Highwaymen) : Fargo
- 2004 : Les Chroniques de Riddick (The Chronicles of Riddick) de David Twohy : Lord Marshal
- 2005 : Le Deal (en) (The Deal) : Hank Weiss
- 2005 : L'Exorcisme d'Emily Rose de Scott Derrickson : Karl Gunderson
- 2006 : Bon Cop, Bad Cop : Martin Ward
- 2008 : Wargames: The Dead Code de Stuart Gillard : T. Kenneth Hassert / Joshua
- 2008 : L'Échange (Changeling) de Clint Eastwood : Chef James E. Davis
- 2008 : Le piège américain : Maurice Bishop
- 2009 : The Trotsky de Jacob Tierney : le principal Berkhoff
- 2011 : Thor de Kenneth Branagh : Laufey
- 2011 : French Immersion (C'est la faute à Trudeau) (en) : Michael Pontifikator
- 2013 : The Ryan Initiative (Jack Ryan: Shadow Recruit) de Kenneth Branagh : Rob Behringer
- 2014 : The Amazing Spider-Man : Le Destin d'un héros (The Amazing Spider-Man 2) de Marc Webb : Donald Menken
- 2014 : La Chanson de l'éléphant  : Dr Lawrence
- 2016 : Mean Dreams de Nathan Morlando : The Chief
- 2017 : Bon Cop, Bad Cop 2 : Martin Ward
- 2018 : Anon d'Andrew Niccol : l'inspecteur Charles Gattis
- 2018 : Greta de Neil Jordan : Chris McCullen
- 2019 : Astronaut de Shelagh McLeod : Marcus Brown
- 2020 : Mon année à New York (My Salinger Year) de Philippe Falardeau : Daniel
- 2023 : Les Hommes de ma mère d'Anik Jean : Neal

### Télévision
- 1986 : The Boys from Syracuse (TV) : Antipholus of Ephesus
- 1988 : The Taming of the Shrew (TV) : Petruchio / Sly
- 1988 : Blades of Courage (TV)
- 1988-1990 : War of the Worlds : Leonid Argochev
- 1993 : Roméo et Juliette (Romeo & Juliet) : Mercutio
- 1996 : Au-delà du réel : l'aventure continue (The Outer Limits) : Major Mackie (Épisode 2.14 : L'assaut / The Heist).
- 1998 : Créature (Creature) : Adm. Aaron Richland
- 1990 : Personals (TV)
- 1994 : The Spider and the Fly (TV) : Evan
- 1995 : Friends at Last (TV) : Phillip Connelyn
- 1995 : Truman (TV) : Charlie Ross
- 1995 : Where's the Money, Noreen? (TV) : Kevin Hanover
- 1997 : The Escape (TV) : Hickman
- 1997 : Puzzle criminel (Night Sins) (feuilleton TV) : Deacon Fletcher
- 1999 : La Tempête du siècle (Storm of the Century) (feuilleton TV) : Andre Linoge / Reporter on TV / Minister on TV
- 1999 : Au cœur du labyrinthe (Forget Me Never) : Albert
- 2000 : Foreign Objects (série TV) : Tibor
- 2000 : The Virginian (TV) : Trampas
- 2000 : Trapped in a Purple Haze (TV) : Ed Hanson
- 2000 : Thomas and the Magic Railroad de Britt Allcroft (en) : Toby (voix)
- 2000 : Nuremberg : Rudolf Höss
- 2001 : Tentative de meurtre (en) (Final Jeopardy) (TV) de Nick Gomez : Paul Battaglia
- 2001 : The Big Show (TV) : Narrator
- 2001 : Haven : Bruno
- 2001 : The Day Reagan Was Shot (TV) : Caspar Weinberger
- 2002 : Sins of the Father (TV) : Dalton Strong
- 2002 : Point of Origin (TV) : Mike Matassa
- 2002 : Benjamin Franklin (feuilleton TV) : Narrator (voix)
- 2002 : Braquage au féminin (Widows) (feuilleton TV) : Stein
- 2002 : Trudeau (en) (feuilleton TV) : Pierre Elliott Trudeau
- 2002 : Napoléon : Voiceover
- 2003 : And Starring Pancho Villa as Himself (TV) : D.W. Griffith
- 2005 : Les Mensonges d'une mère (Lies My Mother Told Me) (TV) : Lucas Mckenzie
- 2005 : Burnt Toast (TV) : Dave
- 2005 : Empire : César
- 2006 : Battlestar Galactica : Président Adar
- 2008 : Guns : Paul Duguid
- 2008 : 24 : Redemption : Henry Taylor
- 2009 : The Listener : Dr Ray Mercer
- 2009 : 24 heures chrono (24) : Henry Taylor
- 2011 : The Borgias : Cardinal della Rovere
- 2011 : New York, unité spéciale (saison 12, épisode 15) : Jordan Hayes
- 2012 : Revolution : Randall Flynn
- 2015 : Gotham : Dr Francis Dulmacher
- 2016 : House of Cards : Général Brockhart
- 2017 : Mythes et légendes (saison 1, épisode 2) : Dr. Walter Freeman
- 2018 : La vérité sur l'affaire Harry Quebert : Elijah Stern
- 2019 : Umbrella Academy : Reginald Hargreeves
- 2019 : Les enquêtes de l’inspecteur Murdoch : Le père prodigue : Georges Crabtree senior
- 2019 - en cours de diffusion : For All Mankind : Wernher von Braun
- 2020 : Project Blue Book (saison 2, 1 épisode)
- 2024 : Landman

## Distinctions

### Nominations
- 1989 : Gemini Awards de la meilleure performance En tant que guest-star dans une série télévisée pour Vendredi 13 (1987–1990).
- 2000 : Saturn Award du meilleur acteur dans un second rôle dans une série télévisée pour La Tempête du siècle (1999).
- 2001 : Gemini Awards du meilleur acteur dans un second rôle dans un téléfilm pour Haven (2000).
- 2001 : Genie Awards de la meilleure performance masculine dans un drame pour The Perfect Son (2000).
- 2003 : Phoenix Film Critics Society Awards de la meilleure distribution dans le drame musical pour Chicago (1999) partagé avec Christine Baranski, Ekaterina Chtchelkanova, Taye Diggs, Denise Faye, Richard Gere, Deidre Goodwin, Mýa, Lucy Liu, Queen Latifah, Susan Misner, John C. Reilly, Dominic West, Renée Zellweger et Catherine Zeta-Jones.
- 2007 : Genie Awards de la meilleure performance masculine dans une comédie d'action pour Bon Cop, Bad Cop (2006).
- 2007 : Jutra Awards du meilleur acteur dans une comédie d'action pour Bon Cop, Bad Cop (2006).

### Récompenses
- 1999 : Jutra Awards du meilleur acteur dans un second rôle dans un drame romantique pour Le Violon rouge (1998).
- 2003 : Screen Actors Guild Awards de la meilleure distribution dans le drame musical pour Chicago (1999) partagé avec Christine Baranski, Ekaterina Chtchelkanova, Taye Diggs, Denise Faye, Richard Gere, Deidre Goodwin, Mya, Lucy Liu, Queen Latifah, Susan Misner, John C. Reilly, Dominic West, Renée Zellweger et Catherine Zeta-Jones.
- 2003 : Broadcast Film Critics Association Awards de la meilleure distribution dans le drame musical pour Chicago (1999) partagé avec Christine Baranski, Ekaterina Chtchelkanova, Taye Diggs, Denise Faye, Richard Gere, Deidre Goodwin, Mya, Lucy Liu, Queen Latifah, Susan Misner, John C. Reilly, Dominic West, Renée Zellweger et Catherine Zeta-Jones.
- 2002 : Gemini Awards du meilleur acteur dans un programme dramatique où une mini-série pour Trudeau (en) (2002).
- 2002 : Festival de Télévision de Monte-Carlo du meilleur acteur dans une mini-série pour Trudeau (en) (2002).

## Voix françaises
En France
| - Nicolas Marié dans : - Boston Public (série télévisée) - Paycheck - Enterre mon cœur à Wounded Knee (téléfilm) - The Listener (série télévisée) - Landman (série télévisée) - Patrick Osmond dans : - Créature (mini-série) - La Tempête du siècle (mini-série) - Les Chroniques de Riddick - The Ryan Initiative - Jean-Luc Kayser dans : - Dans l'ombre de Manhattan - Pancho Villa (téléfilm) - 24 Heures chrono : Redemption (téléfilm) - 24 Heures chrono (série télévisée) - Éric Legrand dans (les séries télévisées) : - The Borgias - The Good Wife - Gotham - Guy Chapellier dans : - Volte-face - Greta - Bernard Alane dans : - Titus - L'Exorcisme d'Emily Rose - Jérôme Keen dans : - À la Maison-Blanche (série télévisée) - Higher Power | - Jean-Pol Brissart dans : - The Amazing Spider-Man : Le Destin d'un héros - Anon Et aussi - Daniel Gall dans Révélations - Guillaume Orsat dans La Somme de toutes les peurs - Jacques Albaret dans Au cœur des flammes (téléfilm) - Pierre-François Pistorio dans National Security - Yves Beneyton dans Highwaymen : La Poursuite infernale - Michel Derville dans L'Échange - Philippe Peythieu dans Flashpoint (série télévisée) - François Siener dans Thor - Edgar Givry dans Revolution (série télévisée) - Stefan Godin dans House of Cards (série télévisée) - Philippe Siboulet dans Mythes et Croyances (série télévisée) - Frédéric Cerdal dans Umbrella Academy (série télévisée) - Jochen Hägele dans For All Mankind (série télévisée) - Éric Bonicatto dans Trigger Point (en) |